# Marguerite van Eeden
Marguerite van Eeden (* 6. června 1999) je jihoafrická herečka a fotografka. Nejvíce se proslavila svými filmovými rolemi v afrikánštině ve filmech Vaselinetjie a Vergeet My Nie.

## Životopis
Van Eeden původem z Cape vyrostla v Botswaně. Navštěvovala internátní školu na La Rochelle Girls' High School v Paarl, imatrikulovala v roce 2015. Studovala pregraduální i postgraduální studium na Stellenbosch University.

## Kariéra
Ve věku 15 let Van Eeden podepsala smlouvu s MPM Acting Agency. Poprvé se objevila na obrazovce v reklamě na Coca-Colu a v televizi debutovala rolí hosta v epizodě kriminálního seriálu Die Byl z roku 2016.
Během prvního ročníku univerzity ve Stellenboschi byla Van Eeden obsazena do titulní role dramatického filmu Vaselinetjie z roku 2017, adaptace stejnojmenného románu z roku 2004 od namibijské autorky Anoeschky von Meck. Ve stejném roce začala hrát Anitu v seriálu Sara se Geheim, periodickou postavu, kterou hrála dvě sezóny, a mladší verzi postavy Milana Murraye v seriálu Waterfront.
Od roku 2018 do roku 2020, Van Eeden hrála ve třech sezónách Fynskrif jako Alex Krugerová. Van Eeden hrála jako Mardaleen Coetzer v roce 2020 v afrikánském romcomu Vergeet my nie, který jí vynesl cenu za nejlepší herečku na filmovém festivalu Silver Screen (Silwerskermfees). V roce 2021 se připojila k obsazení seriálu kykNET Afgrond jako Hannelie Fourie.

## Osobní život
V dubnu 2018 se Van Eeden zasnoubila s hudebníkem Daniem du Toitem z africké kapely Spoegwolf.

## Filmografie

### Film
| Rok  | Titul          | Role                         | Poznámky    |
| ---- | -------------- | ---------------------------- | ----------- |
| 2017 | Passion Gap    | Elani                        | Krátký film |
| 2017 | Vaselinetjie   | Vaselinetjie / Helena Bosman |             |
| 2019 | Moffie         | Hailey                       |             |
| 2020 | Vergeet my nie | Mardaleen Coetzerová         |             |

### Televize
| Rok  | Titul          | Role                     | Poznámky                       |
| ---- | -------------- | ------------------------ | ------------------------------ |
| 2016 | Die Byl        | Zelda / Monica Watersová | 2 epizody                      |
| 2017 | Sara se Geheim | Anita                    | Opakující se role (období 1–2) |
| 2017 | Kern           | Mladá Stella             |                                |
| 2017 | Deep End       | Melanie                  |                                |
| 2018 | Fynskrif       | Alex Kruger              | Hlavní role (období 1–3)       |
| 2018 | Die Spreeus    | Marianne                 | Epizoda: „Sonde met die Bure“  |
| 2019 | Somerkersfees  | Jane                     | Televizní film                 |
| 2021 | Afgrond        | Hannelie Fourie          |                                |